# Numbers – Die Logik des Verbrechens
Numbers – Die Logik des Verbrechens (Originaltitel: NUMB3RS) ist eine US-amerikanische Fernsehserie aus den Jahren 2005–2010, die den Einsatz mathematischer Methoden in der Verbrechensbekämpfung thematisiert. Sie wurde von Nicolas Falacci und Cheryl Heuton entwickelt. Verantwortliche Produzenten waren unter anderem die Brüder Tony und Ridley Scott.
Die Serie wurde von CBS erstmals am 23. Januar 2005 ausgestrahlt. Am 25. September 2009 startete die sechste und letzte Staffel in den Vereinigten Staaten.
Numbers wurde am 18. Mai 2010 von CBS eingestellt.

## Handlung
Die Geschichte handelt von dem FBI-Mitarbeiter Don Eppes und seinem Bruder Charlie, der Mathematik an der Universität unterrichtet und ein Genie seines Faches ist. Zusammen versuchen sie Kriminalfälle mit Hilfe von mathematischen Modellen aufzuklären. Beispielsweise geht es um die Vorhersage weiterer Verbrechen von Serientätern mithilfe moderner angewandter Mathematik, Physik und Informatik wie z. B. der Numerik, Spieltheorie, Fluiddynamik, maschinellem Lernen und Data-Mining anhand der Beweismittel und vorhergegangenen Handlungen des Täters.

## Figuren

### Hauptfiguren

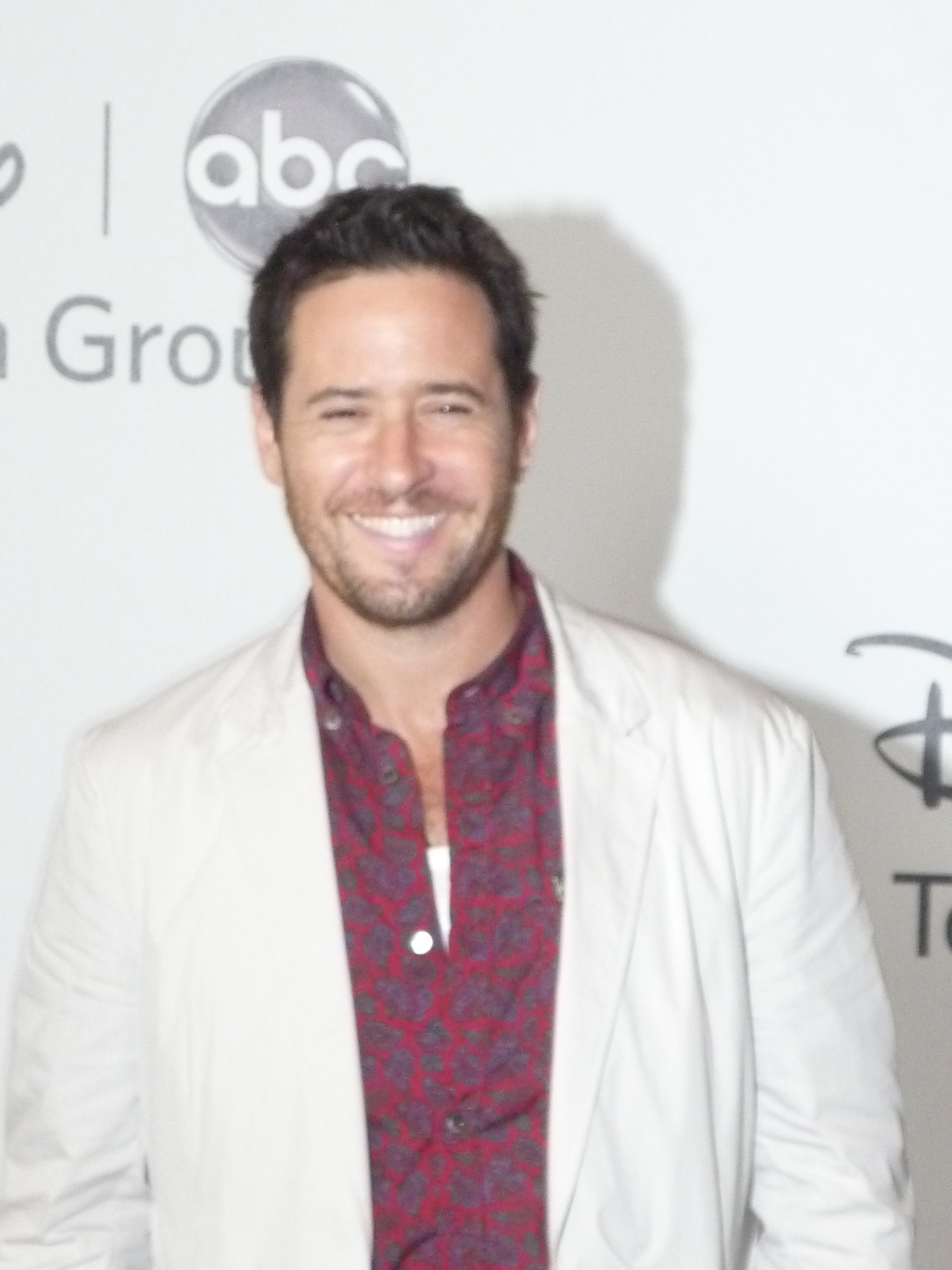
Rob Morrow 2010

#### Don Eppes
Donald Eppes ist ein Special Agent beim FBI, der seinen Bruder, den Mathematikprofessor Charlie, bittet, ihm bei der Aufklärung seiner komplizierteren Fälle zu helfen. Don hat für seine Karriere einen Großteil seines Privatlebens opfern müssen, das sich inzwischen fast völlig um seinen Beruf dreht. Nur seine Familie ist ihm wichtiger als seine Arbeit beim FBI, vor allem Charlie, obwohl er dessen Art und Weise, wie er die Welt sieht, wohl nie verstehen wird.
Don hat seine Stelle als Leiter des FBI-Büros in Albuquerque aufgegeben und ist zurück nach Los Angeles gezogen, als bei seiner Mutter Krebs diagnostiziert wurde. Er kann bis heute nicht nachvollziehen, wieso sich Charlie in den drei Monaten, in denen ihre Mutter noch gelebt hat, in die Garage eingeschlossen hat, um dort an einem komplizierten mathematischen Problem (P-NP-Problem) zu arbeiten, anstatt Zeit mit ihr zu verbringen, und kritisiert ihn deshalb.
Don hatte vor ungefähr zehn Jahren ein Date mit seiner jetzigen Kollegin Terry, als beide noch zur FBI-Akademie gegangen sind. Außerdem war er kurz davor, eine andere Agentin namens Kim Hall zu heiraten, die inzwischen beim Secret Service in Los Angeles arbeitet. In der ersten Staffel ist er in keiner festen Beziehung. In der zweiten Staffel löst Don den Mord an Nicky Davis, einer Exfreundin von früher und in der dritten Staffel hat er eine kurze Affäre mit seiner Kollegin Liz. Auch wenn er denkt, dass er keine vernünftige Beziehung führen kann, was er auf seinen Job schiebt, hat er eine gewisse Schwäche für hübsche Staatsanwältinnen. Obwohl Dons Hingabe zu seinem Beruf viel Zeit in Anspruch nimmt und nicht viel Zeit für Hobbys lässt, lässt er es sich nicht nehmen hin und wieder Baseball zu spielen. Vor seiner Karriere beim FBI spielte er in der Minor League Baseball und hatte sogar ein Baseballstipendium fürs College. In der dritten und seit Ende der vierten Staffel ist er mit der Bundesstaatsanwältin Robin Brooks zusammen. Am Ende der sechsten Staffel verloben sie sich.

#### Charlie Eppes

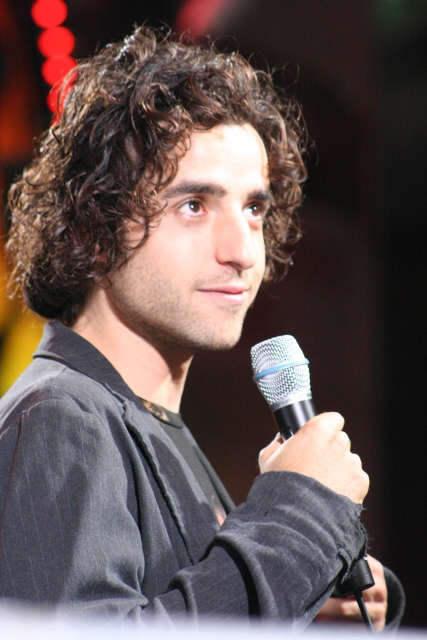
David Krumholtz

Charles Edward Eppes ist Professor für angewandte Mathematik an der CalSci, einer südkalifornischen technischen Universität. Als Mathematiker hilft er seinem Bruder Don und dem FBI verwirrende Fälle aufzuklären. Er fungiert seit fünf Jahren auch als Berater für die National Security Agency und hat die höchste Sicherheitsfreigabe. So kann er auch an Fällen arbeiten, die der Geheimhaltung unterliegen.
Laut seinem Vater Alan konnte er bereits als Dreijähriger vierstellige Zahlen im Kopf miteinander multiplizieren und benötigte schon mit vier Jahren spezielle Lehrer. Charlie ist ein Mathematikgenie und ging bereits im Alter von nur 13 Jahren auf die Princeton University, nachdem er die Highschool im selben Jahr wie sein fünf Jahre älterer Bruder Don abgeschlossen hatte. Er hat jedoch eine Rechtschreibschwäche.
Charlie ist ein mathematisches Genie, wobei sich seine Begabung über die verschiedensten Gebiete der Mathematik erstreckt. Er berät die Doktorandin Amita, die ihre Doktorarbeit über Kombinatorik schreibt. Außerdem hilft er oft seinem Kollegen, dem Physikprofessor Larry, bei Berechnungen zu dessen Arbeiten zur Stringtheorie. Seine Forschungen tätigt er aber hauptsächlich auf dem Gebiet der Wahrscheinlichkeitstheorie. Charlies phänomenale Fähigkeiten erlauben es ihm, so gut wie jede komplexe oder praktische Situation mit einem mathematischen Modell zu beschreiben. Mit diesen Einsichten hilft er dem FBI Verbrechen aufzuklären, Larry mit seiner Physik und sagt sogar menschliches Verhalten beim Glücksspiel oder Baseball voraus.
Charlie ist sehr vorsichtig im Umgang mit anderen Personen. Wenn es um seine Arbeit geht, ist er ebenso besessen wie sein Bruder Don, ist aber eher naiv was menschliches Verhalten betrifft. In der vierten Staffel veröffentlicht er ein Buch über Freundschaft. Seit der dritten Staffel führt er eine Beziehung mit Amita, was erst nach der Beendung ihrer Doktorarbeit möglich war, seit Anfang der sechsten Staffel sind die beiden verlobt und seit Ende der sechsten Staffel verheiratet.

#### Alan Eppes
Alan Eppes ist der stolze Vater von Don und Charlie. Er freut sich, dass seine Söhne zusammen im Dienste der Öffentlichkeit arbeiten. Alan ist Witwer und pensionierter Städteplaner, beschäftigt sich, indem er sich in die Karrieren und Privatleben seiner Söhne einmischt und gemeinnützige Arbeit verrichtet. Wie sein Sohn Don mag er Baseball und spielt nebenbei Golf. Er hat des Öfteren versucht, mit Charlie Golf zu spielen, da es eines der wenigen Dinge ist, in denen er seinem brillanten Sohn etwas beibringen kann. Auch wenn die Familie Eppes jüdischer Abstammung ist, sind Alan und seine beiden Söhne nicht religiös. In der vierten Staffel beschließt er, einige Mechanikkurse an der CalSci zu belegen.

#### David Sinclair
David Sinclair ist ein aufstrebender junger Neuling beim FBI, den Don unter seine Fittiche genommen hat. David arbeitet seit ca. einem Jahr mit Don zusammen, nachdem der Assistent Direktor ihn in Dons Abteilung versetzt hat. Er war einige Zeit in Tel Aviv stationiert, wo er grundlegende Kenntnisse über Sprengstoff und das Entschärfen von Bomben erworben hat. Er lebt derzeit in Los Angeles, Kalifornien. Er arbeitet, neben dem FBI, seit Mitte der zweiten Staffel in einem Gemeindezentrum für Kinder und Jugendliche. Seit Mitte der fünften Staffel ist er der stellvertretende Chef des Teams.

#### Larry Fleinhardt
Lawrence Fleinhardt ist Professor am CalSci und einer von Charlies Kollegen. Er ist ein brillanter theoretischer Physiker und Kosmologe. Sein Forschungsgebiet ist derzeit die Stringtheorie, aber er hilft bei Gelegenheit Charlie und seinem Bruder Don bei ihren Fällen. Dennoch würde er es lieber sehen, wenn sich Charlie mehr auf seine akademische Laufbahn konzentrieren würde, um sein Talent nicht zu verschwenden. Er lehrt seit über 20 Jahren und war zu seiner Zeit einer von Charlies Professoren. Er ist etwas unbeholfen im Umgang mit anderen Menschen und irrt nicht selten gedankenverloren über den Campus. Ähnlich wie Charlies Vater Alan, versucht er Charlie daran zu erinnern, dass menschliches Verhalten unvorhersehbar ist und Charlie dies bei seinen Formeln zur Verbrechensbekämpfung meist nicht beachtet. Er mag keine Numerik, eines von Charlies Spezialgebieten, und verbringt seine Freizeit meistens beim Wandern. In den letzten Jahren hat er sich nicht selten gefragt, ob er in seinem Leben alle Entscheidungen richtig getroffen und ob seine physikalische Karriere die verpassten (romantischen) Gelegenheiten wert war. Seit der dritten Staffel ist er mit Megan zusammen. Während der dritten Staffel reist er für mehrere Monate als Astronaut ins Weltall. Nach seiner Rückkehr hat er allerdings Probleme mit dem Leben auf der Erde wieder zurechtzukommen und hält sich fortan in einem buddhistischen Kloster auf. Er kehrt aber ab der vierten Staffel wieder in sein Büro zurück, hat jedoch immer noch keine eigene Wohnung, weshalb er ab und an bei Charlie übernachtet.

#### Amita Ramanujan
Amita Ramanujan ist Charlies Doktorandin. Sie hilft ihm manchmal bei seiner Arbeit für das FBI. Sie interessiert sich für Astrophysik, was sie dazu veranlasst hat, eine zweite Promotion zu machen, nachdem sie ihre Doktorarbeit auf dem Gebiet der Kombinatorik beendet hat. Sie sagt, der Grund dafür sei, dass sie die CalSci Universität mag, doch impliziert, dass ihre Beziehung zu Charlie ebenfalls einer der Gründe ist. Amitas Eltern hatten in ihrem Heimatland Indien ihre Hochzeit arrangiert, was sie jedoch zu Charlies Gefallen nicht zuließ. Ihr Nachname ist eine offensichtliche Hommage an das indische Mathematikgenie S. Ramanujan. Sie ist seit Mitte der dritten Staffel mit Charlie zusammen und seit der sechsten Staffel mit ihm verheiratet.

#### Colby Granger
Colby Granger hat zuvor bei der US Army im Bereich der Verbrechensaufklärung gedient und ist nun beim FBI. Er tritt zu Beginn der zweiten Staffel dem Team bei. Er ist ausgebildeter Verhörspezialist. Am Ende der dritten Staffel wird Granger beschuldigt, für den chinesischen Geheimdienst und somit als Doppelagent zu arbeiten. Er wird verhaftet, kann aber zu Beginn der vierten Staffel fliehen. Es stellt sich jedoch heraus, dass Colby nur vorgegeben hat, ein Doppelagent zu sein, um einen Maulwurf im Justizministerium zu stellen. Dieser Einsatz kostete ihn fast das Leben.

#### Liz Warner
Liz Warner hat schon vor längerer Zeit mit Don zusammengearbeitet, er war ihr Ausbilder in Quantico. Don und Liz hatten einige Zeit eine Affäre. Liz war in der Collegezeit schwanger, verlor das Kind jedoch sehr früh. Sie wurde in der dritten Staffel zur Drogen-Abteilung des FBIs versetzt und arbeitet seitdem in Dons Team. Mitte der fünften Staffel bekommt sie ein Angebot Chefin der Abteilung für das organisierte Verbrechen in Denver zu werden, welches sie jedoch ablehnt, da sie lieber in Dons Team bleiben möchte.

#### Nikki Betancourt
Nikki Betancourt kam zu Beginn der fünften Staffel aus den Reihen des LAPDs, wo sie vier Jahre als Polizistin tätig war, zu Dons Team. Sie ist sehr impulsiv und vorschnell, weshalb Don und sie öfter aneinandergeraten. Ende der fünften Staffel hat sie ihr erstes Date mit dem FBI-Scharfschützen Ian Edgerton.

### Ehemalige Figuren

#### Megan Reeves
Megan Reeves ist eine forensische Psychologin. Sie hat zuvor beim FBI in Quantico im Bereich für Verhaltenswissenschaft gearbeitet. Sie trainiert Krav Maga. Zu Beginn von Staffel zwei wurde sie nach Los Angeles versetzt, um als Ersatz von Terry im Team zu arbeiten. Zudem hat Megan eine Beziehung mit Larry, die jedoch durch die Auszeiten, die sich beide von ihrem Umfeld und Beruf nehmen, belastet wird. Zum Ende der vierten Staffel verlässt sie das Team, um ihre Doktorarbeit fertigzustellen.

#### Terry Lake
Terry Lake ist Dons Partnerin beim FBI. Sie ist eine forensische Psychologin und erstellt meistens Profile der Verbrecher, die ihre Abteilung verfolgt. Sie hilft auch Don manchmal, seinen Bruder Charlie besser zu verstehen. Sie ließ sich Ende der ersten Staffel aus familiären Gründen wieder nach Washington versetzen.

## Besetzung und Synchronisation
Die deutsche Synchronisation entstand nach einem Synchronbuch von Dirk Hartung im Auftrag der Arena Synchron.
| Schauspieler    | Rolle                   | Hauptrolle (Episoden) | Nebenrolle (Episoden) | Synchronsprecher         |
| --------------- | ----------------------- | --------------------- | --------------------- | ------------------------ |
| Rob Morrow      | Don Eppes               | 1.01–6.16             |                       | Dietmar Wunder           |
| David Krumholtz | Prof. Dr. Charlie Eppes | 1.01–6.16             |                       | Timmo Niesner            |
| Judd Hirsch     | Alan Eppes              | 1.01–6.16             |                       | Roland Hemmo             |
| Alimi Ballard   | David Sinclair          | 1.01–6.16             |                       | Tobias Kluckert          |
| Peter MacNicol  | Dr. Larry Fleinhardt    | 1.01–6.16             |                       | Tobias Meister           |
| Sabrina Lloyd   | Terry Lake              | 1.01–1.12             |                       | Andrea Aust              |
| Navi Rawat      | Dr. Amita Ramanujan     | 2.01–6.16             | 1.01–1.13             | Tanja Geke               |
| Diane Farr      | Megan Reeves            | 2.01–4.18             |                       | Katrin Zimmermann        |
| Dylan Bruno     | Colby Granger           | 3.01–6.16             | 2.01–2.24             | Michael Deffert          |
| Aya Sumika      | Liz Warner              | 5.04–6.16             | 3.06–4.17             | Claudia Urbschat-Mingues |
| Sophina Brown   | Nikki Betancourt        | 5.05–6.16             | 5.01–5.03             | Victoria Sturm           |

## Episodenliste
In den ersten beiden Staffeln war das Intro deutlich länger als in den nachfolgenden. Darüber hinaus wurde über das Intro der zweiten Staffel noch ein Off-Text gelegt, welcher im Englischen wie im Deutschen von der Figur Charlie Eppes gesprochen wurde.
Englischer Text:
We all use math every day; to predict weather, to tell time, to handle money. Math is more than formulas or equations; it’s logic, it’s rationality, it’s using your mind to solve the biggest mysteries we know.
Deutscher Text:
Wir wenden täglich Mathematik an. Um das Wetter vorherzusagen, Zeit zu messen, Geldgeschäfte abzuwickeln. Mathematik ist mehr als nur Formeln und Gleichungen. Sie ist Vernunft. Mit ihr kann unser Verstand die größten Rätsel lösen, die wir kennen.
Das kurze Intro variiert in manchen Episoden leicht. Je nach vorher gezeigter Szene wird manchmal die Lautstärke reduziert und der Farbton verändert. Im Hintergrund sind manchmal bestimmte, zur vorher gezeigten Szene passende Formen zu sehen. Dadurch soll verhindert werden, dass die durch die vorherige Szene erzeugte Stimmung allzu schnell verloren geht und das Gesehene nicht nachwirken kann. Auch die Lautstärke des Outros wird in einigen Episoden je nach gewollter Wirkung der vorhergehenden Szene angepasst.

## Ausstrahlung im deutschsprachigen Raum
Die deutsch synchronisierte Version startete am 5. September 2005 auf ProSieben. Die Premierenfolge verfolgten 1,53 Millionen Zuschauer bei 12,4 Prozent Marktanteil in der werberelevanten Zielgruppe. Insgesamt sahen 1,92 Millionen Zuschauer bei einem Marktanteil von 6,80 Prozent zu. Die zweite Folge konnte nur noch 1,28 Millionen Zuschauer in der Gruppe der 14- bis 49-Jährigen bei einem Marktanteil von 9,2 Prozent vorweisen. Die Gesamtzuschauerzahl betrug 1,62 Millionen bei 5,2 Prozent Marktanteil. Die zweite Staffel wurde, nach enttäuschenden Ergebnissen der ersten Staffel auf ProSieben, stattdessen ab dem 4. Januar 2007 um 22:15 Uhr auf Sat.1 gesendet.
Seit 28. Januar 2008 läuft die Serie auch auf dem österreichischen Sender Puls 4. Ab dem 28. Mai 2009 begann Sat.1 (wohin die Rechte inzwischen aufgrund unterdurchschnittlicher Quoten übergegangen waren) mit der Ausstrahlung der fünften Staffel. Die restlichen Folgen der fünften Staffel und die sechste Staffel waren vom 6. Februar bis zum 3. Juni 2010 auf kabel eins zu sehen.

## DVD
Am 2. November 2006 veröffentlichte Paramount Pictures Deutschland die komplette erste Staffel auf vier DVDs. Extras der US-Veröffentlichung (wie z. B. Audiokommentare und Featurettes) sind nicht zu finden. Die zweite Staffel wurde am 7. Juni 2007 auf insgesamt sechs DVDs veröffentlicht. Wie schon bei der ersten Staffel befinden sich auch hier keine Extras der US-Veröffentlichung. Beide Staffeln haben eine FSK16 erhalten. Die Tonspuren sind Deutsch und Englisch (5.1), wobei die zweite Staffel nur Deutsch (2.0) vorweisen kann. Außerdem wurde der deutsche Off-Text „Wir wenden täglich Mathematik an …“ bei der ersten Staffel, mit Ausnahme der ersten Folge, komplett entfernt. Am 6. Oktober 2008 wurde die dritte Staffel auf sechs DVDs herausgegeben. Knappe sieben Jahre später, am 2. Juli 2015, erschien die vierte Staffel auf DVD, gefolgt von der fünften am 1. Oktober 2015 und der letzten am 10. Dezember 2015.

## Hintergrund
- Ursprünglich sollte die Serie am Massachusetts Institute of Technology spielen, wurde dann jedoch an das fiktive California Institute of Science (CalSci) verlegt.[5] Drehort für die Außenaufnahmen am CalSci ist das California Institute of Technology (CalTech) in Pasadena.
- Am Ende der Episode Gefährlicher Chat, nachdem sich Larry Fleinhardt vom Team des FBI verabschiedet hat, ist der US-amerikanische Astronaut Buzz Aldrin in einem Cameo-Auftritt zu sehen. Er holt Fleinhardt kurz vor seinem bevorstehenden Flug in das Weltall vom FBI-Hauptquartier ab.
- Als Consultant für alle Fragen auf dem Gebiet der Mathematik, die einen Hauptreiz der Sendung ausmachen, dient Wolfram Research, die unter anderem die Plattform Wolfram Alpha betreibt und mit Mathematica eines der meistbenutzten mathematisch-naturwissenschaftlichen Programmpakete der Welt entwickelt.[6]